# Flexamia flexulosus
Flexamia flexulosus är en insektsart som beskrevs av Ball 1899. Flexamia flexulosus ingår i släktet Flexamia och familjen dvärgstritar. Inga underarter finns listade i Catalogue of Life.